# Soperton
Soperton é uma cidade localizada no estado americano de Geórgia, no Condado de Treutlen.

## Demografia
Segundo o censo americano de 2000, a sua população era de 2824 habitantes.
Em 2006, foi estimada uma população de 2921, um aumento de 97 (3.4%).

## Geografia
De acordo com o United States Census Bureau tem uma área de 8,5 km², dos quais 8,4 km² cobertos por terra e 0,1 km² cobertos por água.

## Localidades na vizinhança
O diagrama seguinte representa as localidades num raio de 24 km ao redor de Soperton.